# Мариентальский пруд
Мариента́льский пруд — пруд в городе Павловске (Пушкинский район Санкт-Петербурга). Расположен на реке Славянке в парке «Мариенталь» между Мариинской и Садовой улицами.
Пруд был создан в 1793—1795 годах по проекту инженера И. Герарда в русле реки Славянки в месте впадения в неё реки Тызьвы. Является водохранилищем.
Согласно границам объекта культурного наследия федерального значения «Пруд Мариентальский», в состав пруда входит русло Славянки от Мариинской улицы до крепости «БИП», а также русло реки Тызьвы от Елизаветинской улицы также до крепости «БИП».
Название пруду дано по дворцу Мариенталь (нем. Marientahl — долина Марии), получившему наименование в честь Марии Федоровны, жены российского императора Павла I. В 1798 году на месте дворца сооружена крепость «БИП».
В северо-восточной части пруда на холме устроена лестница и пристань с тремя львами (1793—1795, арх. В. Ф. Бренна; 1809, арх. А. Н. Воронихин). На южном берегу у дома 11 по улице Красного Курсанта установлен обелиск в память основания Павловска (1790-е, арх. Ч. Камерон).
Рядом с крепостью через Мариентальский пруд переброшен пешеходный Горбатый мост.